# Peperomia caudulilimba
Peperomia caudulilimba är en pepparväxtart som beskrevs av C. Dc.. Peperomia caudulilimba ingår i släktet peperomior, och familjen pepparväxter. Utöver nominatformen finns också underarten P. c. cylindribacca.